# Cason Wallace
Pour les articles homonymes, voir Wallace.
Cason David Wallace, né le  7 novembre 2003 à Dallas dans le Texas, est un joueur américain de basket-ball évoluant aux postes de meneur et arrière au Thunder d’Oklahoma City. Il mesure 1,89 m.

## Biographie
Cason Wallace naît le 7 novembre 2003 à Richardson, dans la banlieue de Dallas. À l'instar de son frère aîné Keaton Wallace avant lui, Cason Wallace joue au basket-ball au lycée de Richardson. Lors de son année de senior, il compile une moyenne de 19,9 points, 7,4 rebonds et 6,1 passes décisives par match, lui valant d'être nommé joueur texan de l'année par Gatorade et joueur de l'année par le Dallas Morning News,. Il est aussi sélectionné pour participer au McDonald's All-American Team et au Jordan Brand Classic, réunissant l'élite des joueurs lycéens,. Avec tous ces accomplissements, il reçoit une offre de bourse pour l’université du Kentucky.

### Carrière universitaire
Entre 2022 et 2023, il joue pour les Wildcats du Kentucky à l'université du Kentucky.

### Carrière professionnelle

#### Thunder d'Oklahoma City (depuis 2023)
Il est choisi en 10e position lors de la draft 2023 de la NBA par les Mavericks de Dallas, qui le transfèrent vers le Thunder d'Oklahoma City.

## Palmarès

### Professionnel
- NBA All-Rookie Second Team en 2024.
- Champion NBA en 2025 avec le Thunder d'Oklahoma City.

### Lycée
- McDonald's All-American en 2022.
- Jordan Brand Classic en 2022.

## Statistiques

### Universitaires
| Saison    | Équipe   | Matchs | Titul. | Min./m | % Tir | % 3pts | % LF | Rbds/m. | Pass/m. | Int/m. | Ctr/m. | Pts/m. |
| --------- | -------- | ------ | ------ | ------ | ----- | ------ | ---- | ------- | ------- | ------ | ------ | ------ |
| 2022-2023 | Kentucky | 32     | 31     | 32,1   | 44,6  | 34,6   | 75,7 | 3,72    | 4,25    | 1,97   | 0,47   | 11,72  |
| Carrière  | Carrière | 32     | 31     | 32,1   | 44,6  | 34,6   | 75,7 | 3,72    | 4,25    | 1,97   | 0,47   | 11,72  |

### Professionnelles

#### Saison régulière
| Saison    | Équipe        | Matchs | Titul. | Min./m | % Tir | % 3pts | % LF | Rbds/m. | Pass/m. | Int/m. | Ctr/m. | Pts/m. |
| --------- | ------------- | ------ | ------ | ------ | ----- | ------ | ---- | ------- | ------- | ------ | ------ | ------ |
| 2023-2024 | Oklahoma City | 82     | 13     | 20,6   | 49,1  | 41,9   | 78,4 | 2,28    | 1,46    | 0,93   | 0,45   | 6,84   |
| 2024-2025 | Oklahoma City | 68     | 43     | 27,6   | 47,4  | 35,6   | 81,1 | 3,37    | 2,54    | 1,76   | 0,51   | 8,35   |
| Carrière  | Carrière      | 150    | 56     | 23,8   | 48,2  | 38,9   | 79,7 | 2,77    | 1,95    | 1,31   | 0,48   | 7,53   |

#### Playoffs
| Saison   | Équipe        | Matchs | Titul. | Min./m | % Tir | % 3pts | % LF | Rbds/m. | Pass/m. | Int/m. | Ctr/m. | Pts/m. |
| -------- | ------------- | ------ | ------ | ------ | ----- | ------ | ---- | ------- | ------- | ------ | ------ | ------ |
| 2024     | Oklahoma City | 10     | 0      | 19,8   | 39,0  | 32,1   | 50,0 | 1,30    | 1,00    | 0,90   | 0,20   | 4,20   |
| Carrière | Carrière      | 10     | 0      | 19,8   | 39,0  | 32,1   | 50,0 | 1,30    | 1,00    | 0,90   | 0,20   | 4,20   |

## Records sur une rencontre en NBA
Les records personnels de Cason Wallace en NBA sont les suivants, :
| Type de statistique        | Saison régulière | Saison régulière                | Saison régulière  | Playoffs | Playoffs                  | Playoffs    |
| Type de statistique        | Record           | Adversaire                      | Date              | Record   | Adversaire                | Date        |
| -------------------------- | ---------------- | ------------------------------- | ----------------- | -------- | ------------------------- | ----------- |
| Points                     | 22               | Grizzlies de Memphis            | 11 mars 2024      | 11       | @ Nuggets de Denver       | 11 mai 2025 |
| Paniers marqués            | 9                | 2 fois                          | 2 fois            | 4        | 2 fois                    | 2 fois      |
| Paniers tentés             | 15               | @ Pistons de Détroit            | 15 mars 2025      | 10       | Nuggets de Denver         | 18 mai 2025 |
| Paniers à 3 points réussis | 4                | 4 fois                          | 4 fois            | 3        | @ Nuggets de Denver       | 11 mai 2025 |
| Paniers à 3 points tentés  | 9                | Mavericks de Dallas             | 10 décembre 2024  | 6        | 3 fois                    | 3 fois      |
| Lancers francs réussis     | 4                | 2 fois                          | 2 fois            | 2        | Nuggets de Denver         | 13 mai 2025 |
| Lancers francs tentés      | 4                | 4 fois                          | 4 fois            | 3        | Nuggets de Denver         | 13 mai 2025 |
| Rebonds offensifs          | 5                | 2 fois                          | 2 fois            | 3        | @ Nuggets de Denver       | 11 mai 2025 |
| Rebonds défensifs          | 6                | 2 fois                          | 2 fois            | 4        | @ Nuggets de Denver       | 15 mai 2025 |
| Rebonds totaux             | 9                | @ Rockets de Houston            | 1er décembre 2024 | 5        | 2 fois                    | 2 fois      |
| Passes décisives           | 8                | 2 fois                          | 2 fois            | 7        | Timberwolves du Minnesota | 20 mai 2025 |
| Interceptions              | 5                | Pelicans de La Nouvelle-Orléans | 13 novembre 2024  | 3        | 2 fois                    | 2 fois      |
| Contres                    | 3                | 4 fois                          | 4 fois            | 1        | 5 fois                    | 5 fois      |
| Balles perdues             | 4                | 3 fois                          | 3 fois            | 3        | 2 fois                    | 2 fois      |
| Minutes jouées             | 37               | @ Mavericks de Dallas           | 17 janvier 2025   | 33       | Timberwolves du Minnesota | 20 mai 2025 |

- Double-double : 0
- Triple-double : 0

Dernière mise à jour : 22 mai 2025